# Acrolophus arcei
Acrolophus arcei är en fjärilsart som beskrevs av Druce 1901. Acrolophus arcei ingår i släktet Acrolophus och familjen Acrolophidae. Inga underarter finns listade i Catalogue of Life.